# Torrance (Schotland)
Torrance (Schots-Gaelisch: An Toran) is een dorp in de Schotse council East Dunbartonshire in het historisch graafschap Dunbartonshire en had in 2020 een populatie van ongeveer 2.300.